# Brent Barry
Pour les articles homonymes, voir Barry.
Brent Barry (né le 31 décembre 1971 à Hempstead, État de New York) est un ancien joueur américain de basket-ball professionnel qui a évolué en NBA au poste d'ailier. Il est réputé pour son shoot longue distance et pour sa célèbre prestation au concours de dunk du All-Star Game.

## Biographie
Brent Barry a joué à l'université d'Oregon state où il a été coéquipier de Gary Payton.
Brent Barry est drafté en 15e position en 1995 par les Nuggets de Denver, le dernier club dans lequel il a évolué sont les Rockets de Houston.
Dans sa carrière, il a joué pour les Clippers de Los Angeles, Heat de Miami, Bulls de Chicago, SuperSonics de Seattle et les Spurs de San Antonio, lesquels l'échangeront avec d'autres joueurs contre Kurt Thomas de Seattle en février 2008 avant qu'il ne réintègre l'équipe pour la fin de saison.
Durant l'été 2008, il s'engage avec les Rockets de Houston.
Il gagne le concours de dunk en 1996 sous les couleurs des Clippers de Los Angeles grâce à la technique du free throw dunk.
Il est le fils d'un autre célèbre joueur, Rick Barry, vainqueur des finales NBA en 1975. Avec les titres NBA 2005 et 2007 pour Brent avec Spurs de San Antonio, Rick et Brent sont devenus la seconde famille père-fils à remporter chacun le titre NBA; le premier était Matt Guokas, Sr. et son fils Matt Guokas, Jr.. Les trois frères de Brent, Jon, Drew, et Scooter Barry, sont également joueurs professionnels.

## Carrière professionnelle
- 1995-1998 :  Clippers de Los Angeles
- 1998 :  Heat de Miami
- 1999 :  Bulls de Chicago
- 1999-2004 :  SuperSonics de Seattle
- 2004-2008 :  Spurs de San Antonio
- 2008-2009 :  Rockets de Houston

## Vie privée
Marié avec Erin, celle-ci aurait été la supposée maîtresse de Tony Parker. Toutefois, l'épouse de l'ancien coéquipier de Tony Parker a démenti avoir eu une liaison avec ce dernier,.